# クリストファー・コーク
マイケル・クリストファー・コーク（Michael Christopher Coke、1969年5月12日 - ）、通称ドドス（Dudus）は、ジャマイカのギャング「シャワーパシ」の首領、麻薬王。父親のレスター・ロイド・コーク（通称ジム・ブラウン）から首領の座を受け継いだ。
アメリカ合衆国司法省の「世界で最も危険な麻薬組織のリーダー」にリストアップされている一方で、キングストンのスラムであるチボリガーデン地区で家賃援助、食料配給や教育、医療の普及事業を行っているため住民から義賊的に支持されており、ロビン・フッドやキリストにも例えられるほど英雄視されていた。

## シャワーパシ
シャワーパシ (Shower Posse) は武器取引と麻薬取引を主な活動とし、コークを首領とするジャマイカのギャングである。本拠地はキングストン市チボリガーデン地区であるが、アメリカ合衆国のニューヨーク市、ニュージャージー州、ペンシルベニア州とカナダのトロントにも支部があり、それらの都市でも最も凶悪なギャングとして知られている。シャワーパシは1970年代にエドワード・シアガ党首時代のジャマイカ労働党 (JLP) の支援を受けたヴィヴィアン・ブレイクを首領に誕生し、以後30年以上JLPとの癒着関係を継続してきた。
「シャワーパシ」の名称の由来には二つの説がある。それはJLPの政治家が彼らにあたかもシャワーのように大量の公共事業や賄賂を与えたという説と、彼らが敵対人物を襲撃する際にはシャワーのように銃弾を浴びせるからという説である。

## 2010年のキングストン騒擾
2009年9月、アメリカ合衆国連邦政府（米政府）は合衆国内でのコークの麻薬取引容疑と武器取引容疑でジャマイカ政府に身柄引渡しを要求した。しかし、JLP党首でもあるブルース・ゴールディング首相は捜査段階におけるアメリカ国家安全保障局 (NSA) の違法盗聴を理由にこれを拒否したため、両国間の緊張が高まった。
しかし、米政府から「麻薬取引撲滅の取り組みに協力していない」との非難を受けたジャマイカ政府は2010年5月17日になりこの要求を受け入れ、コークへ逮捕令状を発行し、翌18日にはコークの弁護人を務めていたトム・フィンソン上院議員が「利益相反行為」を理由に弁護人の座を降り、23日にジャマイカ国防軍とジャマイカ保安隊、ジャマイカ警察の共同によるコーク逮捕作戦が開始された。
キングストン市チボリガーデン地区の熱狂的なコーク支持者はこれに抗議し、武装した上チボリガーデン地区にバリケードを築き、軍・警察の立ち入り調査を拒否し、さらに三つの警察署に放火した。24日にはコーク支持者と警察・軍との間では激しい銃撃戦がおき、同日未明にはキングストン市内に非常事態宣言が発令された。軍・警察は24日には1000人以上の人員を投入し、さらにはヘリコプターによる焼夷弾攻撃をも行い、27日までには4人の当局関係者と乳幼児を含む76人が死亡し、500人以上が逮捕拘留された。28日以降は衝突は沈静化した。

### 拘束
6月22日、コークはキングストン市内のアメリカ大使館に向かったところを、検問中の警察に発見され、身柄を拘束された。ジャマイカ警察はただちに米国への引き渡しに向けた手続きを開始し、コークは24日にはニューヨーク市マンハッタンに到着し、25日から裁判所で罪状認否が開始された。